# Le Perron
Le Perron település Franciaországban, Manche megyében. Lakosainak száma 193 fő (2022. január 1.). Le Perron Biéville, Val de Drôme és Saint-Amand-Villages községekkel határos.

## Népesség
A település népességének változása:
| Lakosok száma | 127  | 155  | 160  | 168  | 210  | 215  | 207  | 201  | 200  | 193  |
|               | 1968 | 1982 | 1990 | 2006 | 2013 | 2015 | 2017 | 2019 | 2020 | 2022 |